# Сутой (сельское поселение)
Се́льское поселе́ние «Суто́й» (бур. Сүтэйн hомон) — муниципальное образование в Селенгинском районе Бурятии Российской Федерации.
Административный центр и единственный населённый пункт — улус Дэдэ-Сутой.

## История
Статус и границы сельского поселения установлены Законом Республики Бурятия от 31 декабря 2004 года № 985-III «Об установлении границ, образовании и наделении статусом муниципальных образований в Республике Бурятия»

## Население
| 2002 | 2011 | 2012 | 2013 | 2014 | 2015 | 2016 |
| ---- | ---- | ---- | ---- | ---- | ---- | ---- |
| 343  | ↗360 | →360 | ↘349 | ↘333 | ↗340 | ↘334 |
| 2017 | 2018 | 2019 | 2020 | 2021 | 2023 | 2024 |
| ↘321 | ↘305 | ↘288 | ↘274 | ↗307 | ↘282 | ↘274 |

## Состав сельского поселения
| № | Населённый пункт | Тип населённого пункта       | Население |
| - | ---------------- | ---------------------------- | --------- |
| 1 | Дэдэ-Сутой       | улус, административный центр | ↘274      |

## География
Территория сельского поселения занимает на протяжении 20 км долину реки Селенги до устья Хилка. На востоке, по гребню хребта Урда-Хада, СП «Сутой» граничит с Тарбагатайским районом (~ 15 км), на юге — с участками Селенгинского лесничества (~ 7 км) и, частично, с СП «Ноехонское». На юго-западе — с небольшой заречной территорией СП «Загустайское» (~ 1 км). Далее на левобережье Селенги идёт западная граница (~ 8 км) с Загустайским СП вверх к водоразделу Моностоя. На северо-западе, по водоразделу Моностоя, СП «Сутой» граничит с сельским поселением «Жаргаланта» (~ 15 км). На севере и северо-востоке — с Иволгинским районом (~ 4 км) и территорией Селенгинского лесничества до устья реки Хилок (~ 6 км).